# Günter Senge
Günter Senge (* 15. August 1927 in Herne; † 24. August 1994 in Bochum) war ein deutscher Verwaltungsjurist und Maler, der mit seinen Bildern den Strukturwandel des Ruhrgebiets als Wandel in der Zeit erfasste.

## Leben
Kindheit und Jugend verbrachte Senge in Herne. Sein Vater, der Lehrer Franz Senge, stammte aus dem Eichsfeld, seine Mutter Margarete, geb. Schleinhege aus dem Emsland. In der Familie herrschte eine musische Grundstimmung, die das Kind frühzeitig zum Zeichnen veranlasste. Das gutbürgerliche Gründerzeithaus der Eltern in Herne markierte mit anderen in der Straße eine Grenze zu Arbeitervierteln, so dass Senge bereits in jungen Jahren mit der konfliktreichen Gemengelage des Ruhrgebiets konfrontiert wurde.
Nach dem Besuch der Volksschule und nur sechs Jahren auf dem Gymnasium wurde er gegen Ende des Zweiten Weltkrieges, wie viele andere Jugendliche, noch als Luftwaffenhelfer eingesetzt, dann zur Marine eingezogen. 1945 geriet er in Gefangenschaft, aus der er aber fliehen konnte. Von diesem Werdegang her ist Senge ein Vertreter der von Helmut Schelsky so genannten „Skeptischen Generation“ – mit konservativer Grundhaltung. Diese Einstellung machte sein weiteres Leben nicht einfach. 1946 holte er das Abitur in Leer nach und entschloss sich trotz anfänglicher Neigung zur Philologie, wegen der äußeren Nachkriegsbedingungen in Würzburg Jura zu studieren. Nach Abschluss des Studiums folgten Studienaufenthalte in der Schweiz und England. In den nächsten acht Jahren absolvierte er das Referendariat, das zweite juristische Staatsexamen, den Versuch als Rechtsanwalt in Münster und schließlich 1959 die Promotion. Trotz der beginnenden beruflichen Belastungen ließ Senge nicht von der Malerei ab und durchlief noch Anfang der sechziger Jahre an der Werkkunstschule Düsseldorf eine Fortbildung. Ab 1963 stellte er seine Bilder öffentlich aus.
Der weitere Werdegang als Verwaltungsjurist führte Senge nach Düsseldorf, Bochum und schließlich als Stadtdirektor nach Monheim, wohin er mit seiner Familie Anfang der siebziger Jahre zog. Dort war er anfangs daran mitbeteiligt, die Eingliederung der Stadt nach Düsseldorf zu verhindern. Krankheitsbedingt schied Senge 1977 aus dem Dienst aus und kehrte 1979 nach Bochum zurück, wo er sich ganz seiner Kunst widmen konnte. „Für Senge begann damit die produktivste Zeit seiner Malerei. … Als Günter Senge 1994 starb, war der Wandel des Ruhrgebietes vom Kohlenrevier zur postindustriellen Stadtlandschaft praktisch vollzogen.“
Trotz der Arbeitsbelastung und schwerer familiärer Schicksalsschläge hatte er in seiner Malerei Trost und Bestätigung gefunden. Von Richard Gessner ließ er sich in die Technik der Eitemperamalerei einführen, in Bochum hörte er später Vorlesungen bei Max Imdahl und hielt ständig Kontakt zum Verein der Düsseldorfer Künstler, an deren Große Winterausstellung NRW Senge von 1963 bis 1977 regelmäßig teilnahm. Für wenige Jahre war er auch deren stellvertretender Vorsitzender. Vom Vereinsvorstand malte er zwei große Gruppenbilder.

Eins der beiden Gruppenbilder: Günter Senge, Hommage à Fantin Latour, 1979 Vorstand des Vereins Düsseldorfer Künstler,
Stadtmuseum Düsseldorf, Öl auf Leinwand, 101 × 140 cm

 mit den Künstlern: Obere Reihe von links: Georg Grulich (Maler), Trude Esser (Bildhauerin), Erwin Eichbaum (Maler), Günter Senge (Maler) – Untere Reihe: Clemens Pasch (Bildhauer), Hagen Hilderhof (Bildhauer), Kurt Sandweg (Bildhauer), Hans Günther Cremers (Maler), Bert Gerresheim (Bildhauer)

## Werk
Günter Senge hat als ein Landschaftsmaler über dreißig Jahre lang neben der Tätigkeit als Verwaltungsjurist eine Serie von über 200 Bildern der Städtelandschaft Ruhrgebiet gemalt. Wie ein Chronist gibt er mit den Häusern, Werkstätten und Straßen typische Wohnsituationen zwischen Bochum, Duisburg und Dortmund des vergangenen Ruhrreviers wieder. Ausgangspunkt sind die Gemengelage und der Wandel des Ruhrgebiets, insofern der Mensch durch sie in seiner Behausung bedroht ist. Sie hat Senge wiederholt durch leichte Eingriffe, wenn er z. B. Verkehrsschilder willkürlich positioniert, zu schützen versucht.
Wie Senge das Lokalkolorit des alten Ruhrreviers getroffen hat, das ist für seinen Realismus normativ. Die dafür benutzten Farbklänge beruhen auf einer begrenzten Anzahl gedämpfter Farben wie das Caput mortuum, die Umbra, das Vandyckbraun, das Pariserblau u. ä. Sie hat er fast ausschließlich benutzt und durch beigemischte Grautöne reich moduliert, so dass Kuno Gonschior bedeutungsvoll auf „… die Farben!“ (mündliche Mitteilung) verweisen konnte. Das rußige Grau der gebrochenen Farbigkeit überzieht mehr oder weniger alle Bilder.
Senges Sichtweise auf die Welt des Reviers änderte sich von den frühen Fensterbildern der 1960er Jahre mit ihrem Blick aus der Geborgenheit des Wohnraums auf das Draußen der Industriewelt zum Blick von außen auf die wie verlassen wirkenden Wohnhäuser. Das Wohnen ist zur Existenzfrage geworden: trotz der Menschenleere in Senges Bildern geht es ihm um die Menschen.
Die Bilder können einerseits als eine Dokumentation der Gebäude, vornehmlich der Wohnhäuser, betrachtet werden. „Die historisch gewachsene Individualität der Region wollte er vor dem Hintergrund des fortschreitenden Strukturwandels bildlich erfassen und bewahren.“ Andererseits sind sie Senges subjektives Urteil mit Blick auf die historischen Zwänge, denen der Mensch ausgeliefert ist, und zeugen von der Liebe zu dieser bedrohten Lebenswelt.

## Deutung
„Ich bin nicht angetreten, um gesellschaftlichen Protest zu erheben. … Utrillo hat sein Leben lang Paris gemalt. Meine Liebe gehört dem Revier.“ Dabei hätte Senge Grund genug gehabt, die sozialen Folgen des Zechensterbens und die strukturellen Veränderungen im Ruhrgebiet anzuprangern, wie dies noch Jahrzehnte später geschieht. Senges Haltung ist eine andere. Senges Malerei ist orientiert an der Neuen Sachlichkeit, an Malern wie Werner Heldt, Gustav Wunderwald, Wilhelm Schmurr, aber auch an den Fotografien von Albert Renger-Patzsch.
Bei aller Betroffenheit angesichts des unaufhaltsam sich vollziehenden Strukturwandels nimmt Senge das Unveränderliche schweigend hin. Die daraus resultierende Stille wird eine strukturelle Eigenschaft seiner Bilder. Die Frage nach der Gerechtigkeit dieses Prozesses wird den Juristen Senge zumindest unbewusst beschäftigt haben. Sie bleibt aber verständlicherweise in dem transzendenten Sinn des Schleier des Nichtwissens unbeantwortet.
Senge kam es während der Bildwerdung auf das Allgemeine an, d. h., das Anekdotische so weit zu tilgen, bis sich, gemäß dem Titel der Monographie von Wieland Schmied, in der er bestimmte Stellen unterstrichen hatte, der Eindruck des Magischen, das labile Gleichgewicht von Wirklichkeit und Unwirklichkeit einstellte. So wurden die Bilder zu authentischen Zeugnissen persönlicher Selbstreflexion und zu Dokumenten jener gesellschaftlichen Verhältnisse, die das Movens für das soziale Gedächtnis bilden. Mit ihren Ambivalenzen sind sie frei von falschem Trost.
Konkrete Erlösung versprechende Zukunftserwartungen gibt es für Senges konservativen Skeptizismus nicht. Die erlebten und erlittenen Endlichkeiten finden ihren Niederschlag in der immer neu komponierten gedämpften Farbigkeit der Bilder. Sie belegen die ohnmächtige seelische Spannung gegenüber den objektiven verhängnisvollen Wiederholungszwängen des Lebens. Sie sind zwar von einer Tristesse dominiert, haben aber nichts mit Traurigkeit zu tun. Der magisch-poetische Duktus der Darstellung erlaubt dem kritischen Betrachter einen reflektierten Abstand zum gesellschaftlichen Vorgang zu gewinnen. Die gespannte Stille der Bilder signalisiert etwas Geheimnisvolles, das vom Betrachter gedacht werden will. Es ist der Grauschleier, der sich sichtbar unsichtbar wie ein Schleier des Vergessens über die Stadtlandschaft gelegt hat und diese vor dem gänzlichen Vergessen bewahrt.
Die Bilder malend ist Senge unbewusst über sich und den religiösen Teil seiner Weltanschauung hinaus der Wahrheit menschlichen Weltverhältnisses nahegekommen. Der scheinbar realistisch malende Maler wird zu einem Anwalt des Vergänglichen. Eine verwandte Weltsicht findet sich bei Konrad Knebel. „In seinen Bildern setzt er sich immer wieder mit dem Stadt-Thema auch als Symbol des Seins und des menschlichen Vergehens auseinander.“
Dies ermöglicht einen Erkenntnisgewinn, der bei aller Bedrängnis befreiend sein kann, da sie mit Blick auf die Endlichkeit des Lebens diese als allgemeine Wahrheit im Grundkolorit der Bilder vor Augen führt. „Der Maler soll nicht bloß malen, was er vor sich sieht, sondern auch was er in sich sieht. Sieht er aber nichts in sich, so unterlasse er auch zu malen, was er vor sich sieht.“
„Mir ging es immer darum, das Wesentliche, das Hintergründige, das, was von den meisten Menschen übersehen wird, darzustellen, und das, glaube ich in meinen Bildern verwirklicht zu haben.“ Senges Ruhrgebietsbilder sind gemalte Geschichte.

## Werke (Auswahl)
Viele Bilder befinden sich in Privatbesitz. In öffentlichem Besitz befinden sich Bilder im Kunstmuseum Bochum, im Landtag Nordrhein-Westfalen in Düsseldorf, im Bundesrat in Berlin, in den Stadtwerken Düsseldorf und im Emschertal-Museum in Herne.

Fensterbild Haus mit Kanne
Wintertag in Constantin
Werkstatt
Der Haldenwald

## Ausstellungen (Auswahl)

### Einzelausstellungen
- 1963 Düsseldorf (Galerie Brebaum)
- 1964 Münster (Galerie Clasing)
- 1965 Herne (Städtische Galerie im Schlosspark Strünkede im Emschertal-Museum)
- 1967 Bochum Deutsches Bergbau-Museum
- 1972 Berlin (Ladengalerie)
- 1974 Düsseldorf (EP-Galerie) Orangerie im Park von Schloss Benrath
- 1976 Dorsten Museum Schloss Lembeck
- 1977 Bochum (Museum Bochum)
- 1978 Schwerte (Kath. Akademie) Bilder aus dem Revier
- 1983 Düsseldorf Stadtmuseum[16]
- 1991 Soest (Wilhelm-Morgner-Haus).
- 2003 Günter Senge: Stadtlandschaft Ruhrgebiet. Malerei und Zeichnung. Herne, Oberhausen und Dortmund 2003.

### Gruppenausstellungen
- 1963–77 Winterausstellung NRW, Düsseldorf
- 1967–84 Museum Bochum, Bochumer Künstlerbund
- 1967 Westfälischer Kunstverein, Münster
- 1975 Kunsthalle Darmstadt
- 1978–94 Große Kunstausstellung, Düsseldorf
- 1983 Oviedo, Spanien – Bochumer Künstlerbund und Moskau, Haus des sowjetischen Künstlerverbandes, zus. Mit dem Verein Düsseldorfer Künstler v. 1844
- 1985 Emschertal-Museum, Herne[16]
- 1989 Große Kunstausstellung, München
- 1997 Emschertal-Museum, Herne, Rückschau 5 Herner Künstler.